# Бої під Чорнобаївкою
Бої́ під Чорнобаївкою — бої, що тривали з 27 лютого по 11 листопада 2022 року в ході війни Росії проти України біля села Чорнобаївка на Херсонщині. У селі розташовано аеродром, де систематично зазнавала втрат російська армія. Станом на 9 липня ЗСУ 26 разів знищували техніку рашистів. Феномен боїв став темою дискусій низки міжнародних експертів[⇨], а термін (з множини) «чорнобаївки» став ім'ям загальним.

## Передумови
Чорнобаївка — це село за 10 км на північ від Херсона, де розташовано військовий аеродром, а неподалік — херсонський аеропорт. Чорнобаївка вважається «воротами» до Херсона, і його контроль дає стратегічну та тактичну перевагу в разі нападу на Миколаїв — «Херсонсько-Миколаївський операційний напрямок». В основному це пов'язано з розташованим там аеродромом, який Збройні сили Росії мали намір використовувати як посадковий майданчик під час російського вторгнення в Україну у 2022 році. Саме тому український аналітик Олександр Леменов назвав Чорнобаївку однією з військових цілей Росії під час її війни з Україною.
Інші два можливих місця переправи, через мости в Антонівці та Новій Каховці, перебувають у радіусі атак українських реактивних систем залпового вогню «Смерч» та «Ураган», що обмежує пересування.

## Перебіг подій

### Лютий
24 лютого сталася ракетно-бомбова атака російських військ на аеропорт біля Чорнобаївки, вона пройшла одночасно з атаками по аеродромах в Борисполі, Озерному, Кульбакіному, Чугуєві, Краматорську.
27 лютого російські війська захопили речові склади в Чорнобаївці та передяглися в українську форму, щоб зайти до Херсона та Миколаєва під виглядом ЗСУ. За допомогою «Байрактара» ЗСУ підірвали колону їхньої техніки біля села.

### Березень
7 березня вночі було знищено близько 30 гвинтокрилів окупанта, розміщених на аеродромі біля Чорнобаївки, а також наземну техніку та живу силу. Згодом було розгромлено техніку ворога втретє, загалом за день — 49 гвинтокрилів.
15 березня внаслідок артилерійського удару ЗСУ, коригованого з «Байрактара» знищено близько 5 російських вертольотів та, ймовірно, пошкоджено ще деяку кількість уламками.
16 березня ЗСУ знищили щонайменше 7 гвинтокрилів та 20 КамАЗів, у яких була велика кількість боєприпасів. Також вороги зазнали серйозних втрат в особовому складі.
18 березня було знову розбито ворожу техніку, а також ліквідовано передовий командний пункт 8-ї загальновійськової армії Південного округу і командувача армії РФ, генерал-лейтенанта Андрія Мордвічєва.
21 березня вночі російські війська з району аеродрому здійснили залпи «Смерчами» по Миколаєву. Атака ЗСУ у відповідь підірвала боєкомплект «Смерча», що пошкодило чи знищило решту пускових установок. Потім російська ракета ППО впала на скупчення російської ж техніки на аеродромі в Чорнобаївці.
22 березня ЗСУ увосьме розгромили окупантів, в результаті авіаударів знищивши військову техніку й особовий склад ворога.
23 березня ворог був розбитий вдев'яте: знищено установки «Смерч», більшість техніки пошкоджена від розривів боєприпасів.
24 березня вдесяте знищено російських окупантів, ліквідовано командувача 49-ї загальновійськової армії РФ, генерал-лейтенанта Якова Резанцева.
27 березня ЗСУ 11-й раз вдарили по аеропорту, знищивши військову техніку окупантів. В Чорнобаївці було викрито колаборанта, який відкрито співпрацював з російськими окупантами для утворення окупаційних органів влади.
28 березня ЗСУ 12-й раз розгромили окупантів.

### Квітень
1 квітня окупанти розбиті в 13 та 14 рази.
14 квітня ЗСУ в 15-й раз вдарили по Чорнобаївці, знищивши склади з боєприпасами окупантів.
18 квітня ЗСУ в 16-й раз розгромили окупантів у Чорнобаївці, вдаривши по ворожих позиціях РСЗВ і складах, попри низьку хмарність і щільний дощ.
24 квітня у 17-й раз ЗСУ розгромили росіян

### Травень— червень
2 травня Збройні сили у 18-й раз завдали успішного удару, знищивши склад боєприпасів.
12 травня ЗСУ у 19-ий раз завдали удару по скупченню техніки та складах рашистів.
15 травня ЗСУ завдали удару по складах, вже вдвадцяте.
17 травня українці знищили пально-мастильний склад російських окупантів.
29 травня, ввечері, українські військові завдали удар по складах окупантів у 22-ий раз.

### Липень— серпень
2 липня ЗСУ нанесли черговий удар по російському складу з боєприпасами.
7 липня ЗСУ знову вдарили по російських окупантах у Чорнобаївці, цей удар став 25-м.
9 липня радник голови Херсонської ОВА Сергій Хлань повідомив, що ЗСУ вчергове нанесли удар по складу з російськими боєприпасами. Олексій Арестович уточнив, що це був 26 раз.
11 липня місцеві жителі повідомили про вибухи в районі аеродрому.
13 липня ЗСУ вчерговий раз нанесли удару по окупаційному складу з боєприпасами.
28 липня «Українська правда» повідомила про знищення російського складу з боєприпасами. Але в першоджерелі вказано 27 липня.
3 серпня ЗСУ знищили пункт управління 22-го корпусу чорноморського флоту окупантів у Чорнобаївці.
20 серпня 2022 року Сергій Хлань підтвердив інформацію про вибухи снарядів на російському складі у Чорнобаївці.
21 серпня українська авіація здійснила 5 ударів по скупченню живої сили, озброєння та техніки армії РФ. Ракетно-артилерійські підрозділи здійснили понад 230 вогневих завдань, внаслідок чого було вражено командний пункт 247-го десантно-штурмового полку 7-ї десантно-штурмової дивізії..
26 серпня Сергій Хлань повідомив про черговий удар ЗСУ по окупаційних військах.
31 серпня близько десятої ранку у Чорнобаївці пролунали вибухи у російській військовій частині.

## Наслідки
Серія поразок російських військ під Чорнобаївкою зробила селу репутацію «проклятого» місця, символа знищення російських військ. Вперше вона була широко згадана в контексті війни 27 лютого 2022 року, коли українські військові розгромили там вертольоти та десант окупантів, які намагалися висадитися на аеродромі. 7 березня ЗСУ знищили там же близько 30 ворожих гвинтокрилів, а коли розгромили техніку РФ утретє, склалася громадська думка про тенденцію російських військ зазнавати поразок під Чорнобаївкою. На тему Чорнобаївки як місця, куди ірраціонально тягне ворожі війська, і де вони раз за разом безславно гинуть, з'явилися меми та карикатури.
Підстави успіху ЗСУ під Чорнобаївкою вбачаються не лише в розташуванні села та бездарності російського командування, а й у легендарному минулому Чорнобаївки та прилеглих земель. Так, описувалася перемога козацького отамана Чорнобая в XVII столітті над ордою турків і поляків; історія про готську діву-воїтельку IV століття н. е. Хервер, яка боролася з гунами і чий образ використав Джон Толкін у «Володарі Перснів». Чорнобаївку називають українським Бермудським трикутником.
Інші місця серійних поразок РФ, Чаплинка Херсонської області, та аеродром біля Мелітополя, порівнювалося з Чорнобаївкою.
На російському телеканалі «Россия-1» розташуванням Чорнобаївки помилково назвали «трикутник Буча — Ірпінь — Гостомель», тобто, Київську область. На додаток до хибного географічного місця, Буча, Ірпінь і Гостомель тісно розташовані на одній лінії, тож трикутника не утворюють.
За даними перехоплених СБУ розмов російських солдат, окупанти панікували від згадки про Чорнобаївку й масово відмовлялися йти у наступ на цьому напрямі.

## Феномен боїв Чорнобаївки
Феномен села Чорнобаївка, де ЗСУ, за повідомленнями української влади, понад двадцять два рази розбивала російські війська, розглядався різними міжнародними експертами.

Російський військовий експерт Юрій Федоров вважає, що аеродром перебуває у так званому пляшковому перешийці. Поруч розташовано міст і це єдина місцевість, через яку є можливість посилати військову техніку та живу силу, а іншого шляху в Росії просто немає. Йому вторить і експерт Національного інституту стратегічних досліджень Микола Замікула: 
У них не те щоб великий вибір, вони мають ризикувати. Також можуть бути певні прорахунки в управлінні. Прорахунки під управлінням російського військового контингенту очевидні. Саме зв'язок командування з усіма ланками, своєчасність доповіді та реагування
Військовий експерт Сергій Грабський вважає, що через неможливість передати об'єктивну інформацію Росія ще неодноразово зазнає поразки в районі аеропорту в Чорнобаївці.

Український військовий експерт Олександр Мусієнко висловив думку чому росіян тягне до Чорнобаївки, незважаючи на багаторазові невдачі і це викликано просто дотримання наказу:
У росіян так вартує постановка завдань. Наприклад, рухатися у бік Миколаєва. Наказ відданий вищим командуванням, яке особливо над темі місцевих особливостей. У них інші питання: вже знищено 7 генералів та близько 9 полковників, які з 2014 року брали участь у бойових діях проти України

## Цитати
|                                                     | Чому вони це роблять? Очевидно, від «великого розуму». Дай Бог, щоб ця ж людина, яка планувала попередні 6 разів, продовжувала так само. Сподіваюсь, вони і далі це робитимуть, а ми їх знищуватимемо. |
| — Радник міністра внутрішніх справ Вадим Денисенко, | |

|                                           | Наприклад, українська Чорнобаївка увійде в історію воєн. Це місце, де російські військові і їхні командири показали себе повністю — такими, як вони є: бездарними, здатними просто гнати своїх людей на забій. Шість разів наші військові знищували окупантів під Чорнобаївкою. Шість разів! І вони все одно приходять туди. |
| — Президент України Володимир Зеленський, | |